# Herbert Brün
Herbert Brün (Berlino, 9 luglio 1918 – Urbana, 6 novembre 2000) è stato un compositore e docente tedesco naturalizzato statunitense; è stato inoltre un pioniere della musica elettronica e informatica. Nato a Berlino, in Germania, ha insegnato all'Università dell'Illinois - Urbana-Champaign dal 1962 fino alla sua pensione, molti anni prima della sua morte.

## Biografia
Brün lasciò la Germania nel 1936 per studiare pianoforte e composizione al Jerusalem Conservatory (in seguito ribattezzato Accademia di Musica di Israele) nell'allora Palestina con Stefan Wolpe, Eli Friedman e Frank Pelleg. Mentre era in Palestina lavorò anche come pianista jazz. Nel 1948 ottenne una borsa di studio per proseguire i suoi studi a Tanglewood ed alla Columbia University fino al 1950.
Il suo lavoro come compositore di musica elettronica iniziò a Parigi alla fine degli anni '50, allo studio WDR di Colonia e allo studio Siemens di Monaco. Durante gli anni '50, ha anche lavorato come compositore e direttore d'orchestra per il teatro, tenuto conferenze e seminari sottolineando la funzione della musica nella società, e fatto una serie di trasmissioni sulla musica contemporanea.
Dopo un giro di conferenze negli Stati Uniti nel 1962, fu invitato da Lejaren Hiller a unirsi al Centro di calcolo avanzato dell'Università dell'Illinois per il 1963-64, al termine del quale gli fu chiesto di rimanere come membro della facoltà. Nell'Illinois Brün iniziò la ricerca sulla composizione con i computer, che produsse pezzi per nastro e strumenti, nastro solo e grafica. Le sue composizioni di questo periodo comprendono Futility 1964 (1964) e Non Sequitur VI (1966). Non Sequitur VI è stato generato utilizzando il linguaggio di programmazione Musicomp sviluppato da Hiller e Robert Baker presso gli Experimental Music Studios.
Brün iniziò a programmare in Fortran alla fine degli anni '60, dedicandosi all'interesse per la progettazione dei processi. Questo lavoro ebbe come risultato Infraudibles (1968) e mutatis mutandis (1968). Quest'ultimo era una serie di computer grafica per l'interpretazione di compositori o esecutori.

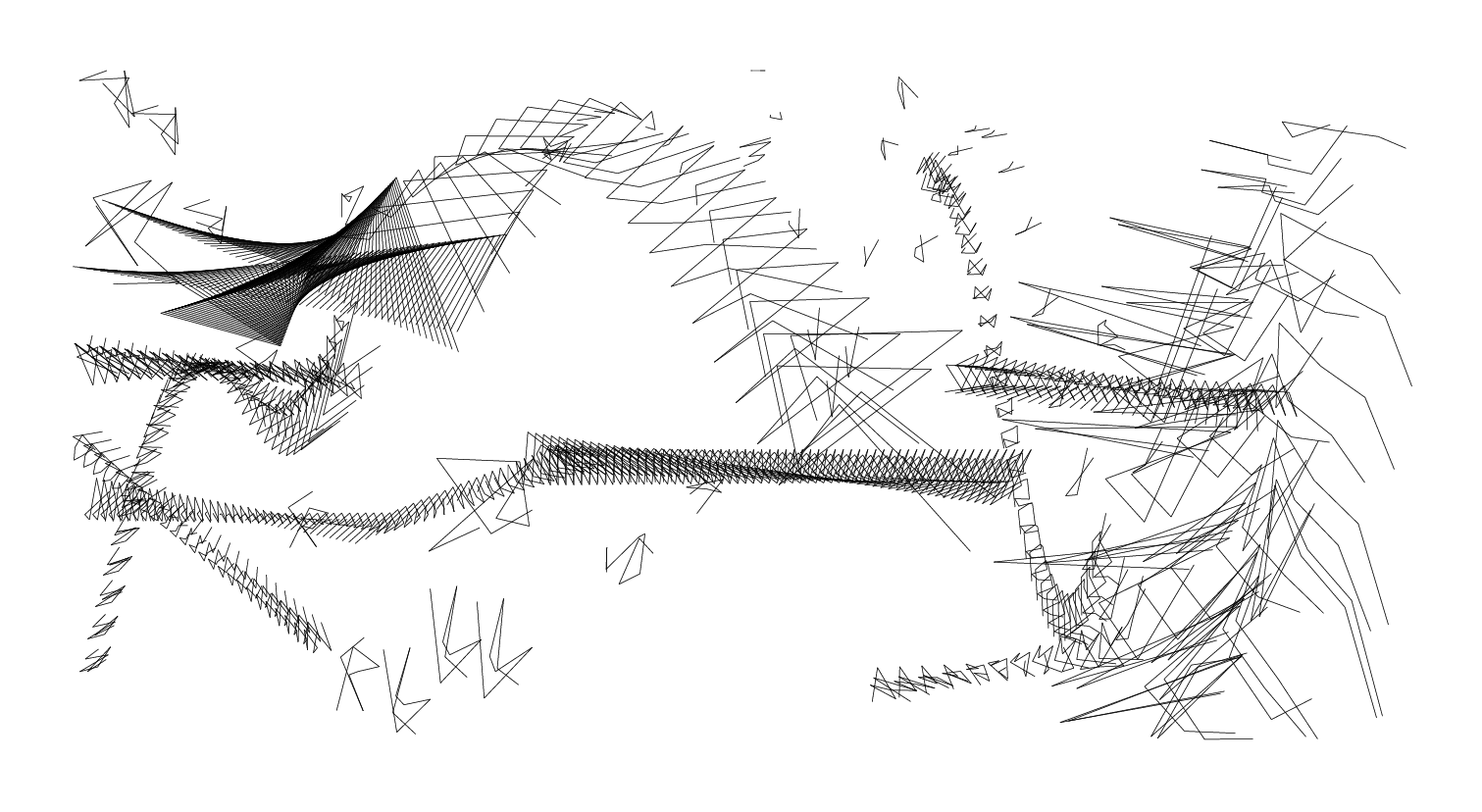
Serie: Mutatis mutandis 242; Testa di serie casuale: 540802

Dal 1968 al 1974 ha tenuto corsi di co-insegnamento presso il laboratorio di informatica biologica con Heinz von Foerster (professore di ingegneria elettrica, fisica e biologia) sulla cibernetica, l'euristica, la composizione, la cognizione e il cambiamento sociale. Nel 1974 i membri della classe pubblicarono il libro The Cybernetics of Cybernetics.
Nel 1972 Brün creò una nuova tecnica di sintesi che generò nuovi timbri collegando e fondendo piccole porzioni di forme d'onda. (I tentativi lungo linee analoghe sono descritti nell'articolo Granular synthesis). Dal 1980 in poi fece una tournée e insegnò con il Performers' Workshop Ensemble, un gruppo da lui fondato.

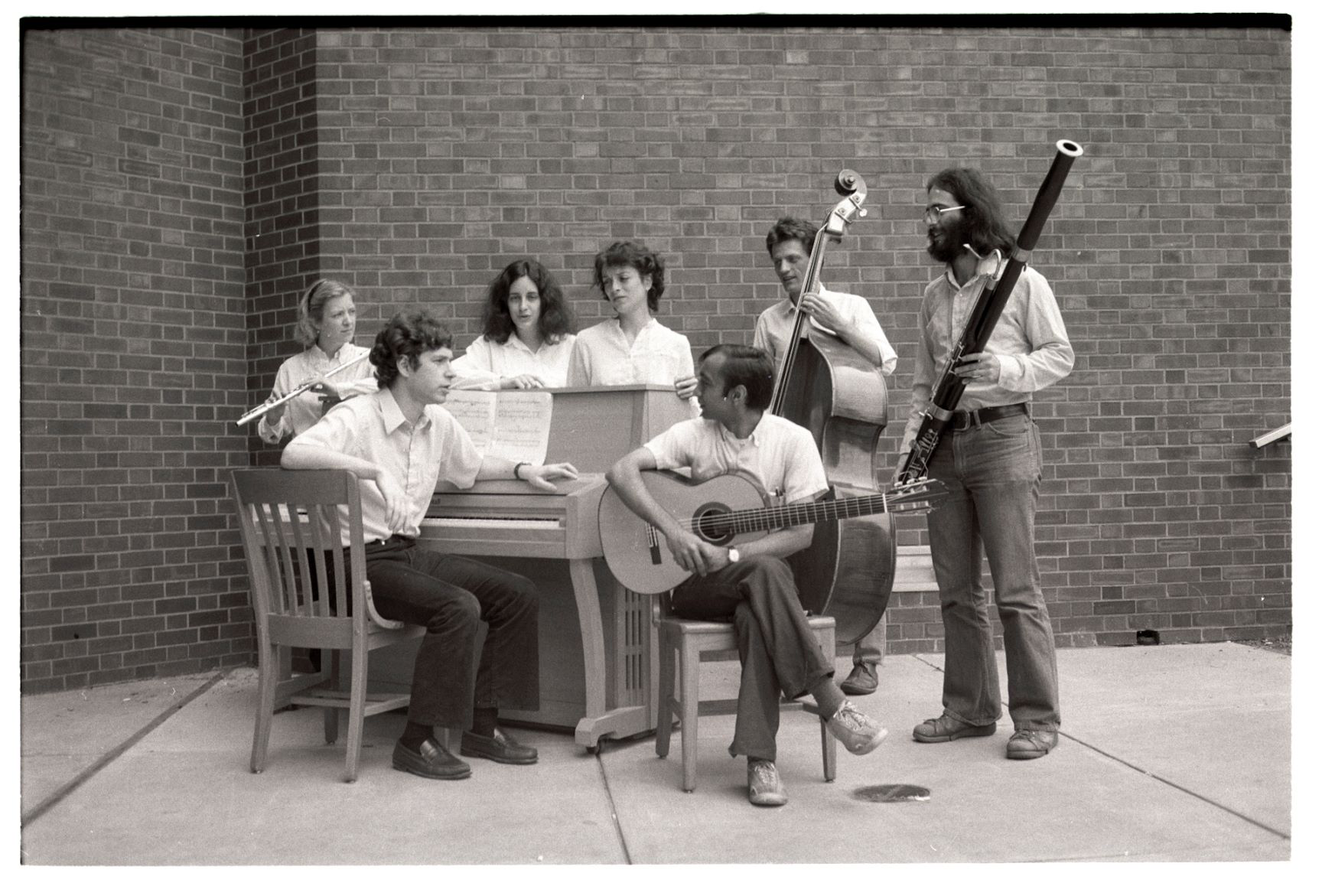
The Performers Workshop Ensemble. Da sinistra a destra: Lesley Olson, Sam Magrill, Pam Richman, Susan Parenti, Arun Chandra, Mark Sullivan, Mark Enslin

Brün è stato fondamentale nell'aiutare la neonata Computer Music Association a iniziare nella metà degli anni '70, aiutando le conferenze nell'Università dell'Illinois nel 1975 e ancora nel 1987. Fu invitato a tenere il discorso principale alla conferenza annuale del 1985.

## Premi e riconoscimenti
Brün ha ricevuto un dottorato onorario dall'Università Goethe di Francoforte (1999) e la medaglia Norbert Wiener della American Society for Cybernetics nel 1993. Ha contribuito a fondare la School for Designing Society nel 1993 e vi ha insegnato fino all'anno 2000.
I suoi premi e gli onorificenze comprendono anche il SEAMUS Award for Lifelong Achievement (2000) e un premio dalla International Society of Bassists (1977). Nel 1969 è stato professore invitato presso la Università statale dell'Ohio. Era uno dei due partecipanti dagli Stati Uniti invitati dall'UNESCO al loro simposio Music and Technology (1970). È stato professore ospite invitato congiuntamente dalla Hochschule der Künste e dalla Technische Universität Berlin (1978), compositore in residenza presso l'Università del Maryland, a Baltimora (maggio 1982), compositore in residenza presso l'Università del Missouri (Kansas City) (1983), e compositore ospite alla convention annuale della Percussive Arts Society, St. Louis (1987).
Gli studenti di Brün all'Università dell'Illinois erano indicati, spesso in modo peggiorativo, come Brünettes. Tra i suoi studenti illustri figura Stuart Saunders Smith.

## Lavori scelti
- Five Pieces per piano, Op.1 (1940–45)
- Sonatina per viola sola, Op.12 (1950)
- String Quartet n. 2 (1957)
- Anepigraphe (1958) (nastro solista)
- Klange unterwegs ('Suoni di viandanti') (1962) (nastro solista)
- Trio (1964)
- Futility 1964 (nastro solista)
- Sonoriferous Loops (1964) (insieme da camera e nastro)
- Infraudibles (1968/1984) (opzionali insieme da camera e nastro)
- Piece of Prose (1972) (nastro solista)
- Dust (1976) (Sawdust n. 1) (nastro solista)
- More Dust (1977) (Sawdust n. 2) (opzionali percussioni e nastro)
- Dustiny (1978) (Sawdust n. 3) (nastro solista)
- A Mere Ripple (1979) (Sawdust n. 4) (nastro solista)
- U-TURN-TO (1980) (Sawdust n. 5) (nastro solista)
- I toLD YOU so! (1981) (Sawdust n. 6) (nastro solista)
- Sentences Now Open Wide (Snow) (1984)
- on stilts among ducks (1996) (viola e nastro)

## Pubblicazioni
- Brün, Herbert. Über Musik und zum Computer. Karlsruhe: G. Braun, 1971. Accompanied by a 10-inch LP recording.
- Computer-generated graphics. Computer Music Journal, Vol. 5, No. 2, summer, 1981.
- Brün, Herbert. My Words and Where I Want Them. Champaign, IL ; London: Princelet Editions, 1990. ISBN 0-86298-028-3
- Brün, Herbert. Irresistible Observations, edited by Mark Enslin, Susan Parenti, Andrew Trull. Champaign, IL: Non Sequitur Press. ISBN 0-9662448-6-9
- Brün, Herbert. Sighs in Disguise, edited by Mark Enslin, Susan Parenti, Andrew Trull. Champaign, IL: Non Sequitur Press. ISBN 0-9662448-5-0
- Brün, Herbert. When Music Resists Meaning: The Major Writings of Herbert Brün, edited by Arun Chandra. Middletown, CT: Wesleyan University Press, 2004. ISBN 0-8195-6669-1 (cloth) ISBN 0-8195-6670-5 (pbk.)